# Liste der Monuments historiques in Crégy-lès-Meaux
Die Liste der Monuments historiques in Crégy-lès-Meaux führt die Monuments historiques in der französischen Gemeinde Crégy-lès-Meaux auf.

## Liste der Objekte
| Bezeichnung                                                                 | Beschreibung | Standort                        | Kennzeichnung | Schutzstatus | Datum | Bild |
| --------------------------------------------------------------------------- | --- | ------------------------------- | ------------- | ------------ | ----- | ---- |
| Retabel des Hauptaltars mit einem Gemälde Martyrium des heiligen Laurentius | Holz, 18. Jahrhundert | in der Kirche St-Laurent (Lage) | PM77003299    | Inscrit      | 1979  |      |
| Statue Madonna mit Kind                                                     | Statue aus Stein gefertigt mit Resten einer Bemalung aus dem 17. Jahrhundert.                                             | in der Kirche St-Laurent (Lage) | PM77000492    | Classé       | 1968  |      |
| Reliquienbüste                                                              | Reliquienbüste des heiligen Faron aus Holz gefertigt und teilweise vergoldet im 17. Jahrhundert.                          | in der Kirche St-Laurent (Lage) | PM77000490    | Classé       | 1968  |      |
| Gemälde Das Martyrium des heiligen Laurentius                               | Ölgemälde aus dem 17. Jahrhundert                                                                                         | in der Kirche St-Laurent (Lage) | PM77000491    | Classé       | 1968  |      |
| Statue Heiliger Sebastian                                                   | Hölzerne Statue mit erhaltener Bemalung aus dem 17. Jahrhundert                                                           | in der Kirche St-Laurent (Lage) | PM77000489    | Classé       | 1968  |      |
| Reliquienbüste                                                              | Reliquienbüste aus Holz mit teilweiser Vergoldung des Heiligen Potencieu oder Heiligen Sebastian aus dem 17. Jahrhundert. | in der Kirche St-Laurent (Lage) | PM77000493    | Classé       | 1968  |      |